# Шанън
Вижте пояснителната страница за други значения на Шанън.
Шанън (на английски: Shannon; на ирландски: An tSionna) е град в Югозападна Ирландия, графство Клеър на провинция Мънстър. Разположен е на северния бряг на устието на река Шанън на 19 km южно от административния център на графството град Енис. Шанън е първият град в Ирландия основан след Втората световна война. Получава статут на град на 1 януари 1982 г. Така към 2008 г. е смятан за най-младия град в Ирландия. Развитието на града е неразривно свързано с международното му летище, а също и с Шенгенската свободна промишлена зона, в която се намират производствата на различни технологични компании. Населението му е 8481 души от преброяването през 2006 г. 

## Фотогалерия
- Летището на Шанън